# Humphrey Kayange
Humphrey Kayange (20 de julho de 1982) é um jogador de rugby sevens e union queniano.

## Carreira
Humphrey Kayange integrou o elenco da Seleção Queniana de Rugbi de Sevens, na Rio 2016, que foi 11º colocada.